# Марк II
Марк II је био тенк Британске империје (данашње Уједињено Краљевство) током Првог светског рата. Произведено је само 50 примерака овог тенка, 25 „мушких“ и исто толико „женских“. Био је готово идентичан тенку Марк , али с мањим изменама које су успешно прихваћене и тестиране што се искористило на каснијем Марк  тенку који је произведен у много већем броју. Главна разлика је у померању репног точка којег је имао Марк I и који није постављен на Марк II и Марк  и касније Марк тенкове. Показало се у борбама да је непрактичан код управљања тенком и врло осетљив на оштећења. Користио се нови тип гусеница од леваног гвожђа са широм газном површином.
Марк II је последњи пут коришћен у борби на Западном фронту у априлу 1917. године, али је 8 тенкова Марк  и II послато у Египат у јануару 1917. године где су се борили против турских снага у Појасу Газе у априлу и касније у новембру заједно са тенковима Марк IV.